# Ludlow Falls, Ohio
Ludlow Falls là một làng thuộc quận Miami, tiểu bang Ohio, Hoa Kỳ. Năm 2010, dân số của làng này là 208 người.